# Сучково (Ядринський район)
Сучко́во (рос. Сучково, чув. Сучково) — селище у Чувашії Російської Федерації, у складі Ядринського сільського поселення Ядринського району.
Населення — 5 осіб (2010; 20 в 2002, 47 в 1979, 63 в 1952, 33 в 1939). У національному розрізі у селі мешкають чуваші.

## Історія
Селище було засноване у кінці 1930-их років, з 1940 року — лісопункт Пошнарського лісництва, з 1948 року — Пошнарське лісництво, з 1954 року — селище Сучково. Селяни займались вирубкою лісу.

## Господарство
У селищі діє придорожнє кафе.